# Альпамайо
Альпамайо (ісп. Nevado Alpamayo) — одна з найвідоміших вершин в гірському масиві Кордильєра-Бланка, в перуанських Андах. Це крута (шістдесят градусів), майже ідеальна льодова піраміда, одна з ряду гір, які складають гірську систему Санта-Крус, найпівнічніший гірський масив Кордильєра-Бланка. Хоча гора і менша за висотою, ніж деякі з сусідніх вершин, вона відома своєю незвичайною структурою і дивовижною красою. Фактично гору складають дві вершини, Північна і Південна Альпамайо, відокремлені вузьким хребтом.
Назва гори походить з мови кечуа: Allpa = «земляний», «мулистий» і Mayu = річка: мулиста річка. У 1966 році гора Альпамайо була оголошена ЮНЕСКО «найкрасивішою горою у світі».